# Saint-Maurin
Saint-Maurin település Franciaországban, Lot-et-Garonne megyében. Lakosainak száma 383 fő (2022. január 1.). Saint-Maurin Bourg-de-Visa, Montjoi, Perville, Dondas, Engayrac és Tayrac községekkel határos.

## Népesség
A település népessége az elmúlt években az alábbi módon változott:
| Lakosok száma | 505  | 433  | 456  | 431  | 468  | 462  | 454  | 415  | 396  | 383  |
|               | 1968 | 1982 | 1990 | 2006 | 2013 | 2015 | 2017 | 2019 | 2020 | 2022 |